# Le Relecq-Kerhuon
Le Relecq-Kerhuon település Franciaországban, Finistère megyében. Lakosainak száma 11 837 fő (2022. január 1.). Le Relecq-Kerhuon Guipavas községgel határos.

## Népesség
A település népességének változása:
| Lakosok száma | 7001 | 9286 | 10 569 | 10 659 | 11 323 | 11 470 | 11 462 | 11 717 | 11 710 | 11 837 |
|               | 1968 | 1982 | 1990   | 2006   | 2013   | 2015   | 2017   | 2019   | 2020   | 2022   |